# 熊谷栄次
熊谷 栄次（くまがや えいじ、1895年12月6日 - 1995年2月22日）は、日本の経営者。住友信託銀行社長を務めた。熊本県熊本市出身。

## 経歴
1919年に東京帝国大学法科を卒業し、同年に住友銀行に入行。1946年に住友信託銀行に転じ、常務、専務を歴任し、1947年1月には社長に就任。1960年5月から1969年5月までに相談役を務めた。
1958年に藍綬褒章を受章し、1966年に勲三等瑞宝章を受章し、1973年に勲二等瑞宝章を受章。
1995年2月22日に腎不全のために死去。99歳没。